# Prosopocera prasina
Prosopocera prasina är en skalbaggsart som beskrevs av Stefan von Breuning 1936. Prosopocera prasina ingår i släktet Prosopocera och familjen långhorningar.
Artens utbredningsområde är Sierra Leone. Inga underarter finns listade i Catalogue of Life.